# 일로나 슬루피아네크
일로나 슬루피아네크(독일어: Ilona Slupianek, 1956년 9월 24일 ~ )는 전 동독의 육상 선수로, 주로 포환던지기에서 활약하였다. 그녀는 올림픽, 2회의 유럽 선수권, 7회의 국내 선수권 타이틀을 우승하고, 2번이나 세계 기록들을 세웠다.
메클렌부르크포어포메른주 데민 출신으로 1977년 유러피언 컵에서 도핑으로 인하여 실격당하였던 슬루피아네크는 이듬해 유럽 타이틀을 우승하고, 1979년 실내 타이틀을 석권하였다.
1980년 모스크바 올림픽에서 금메달을 획득하고, 다음 세월 동안에 유럽 실내 선수권(1981), 실외 선수권(1982)을 차례로 우승하였다. 1983년 세계 육상 선수권 대회에서 동메달을 끝으로 은퇴하였다.